# 洪恩炤
洪恩炤（1593年—1658年），字君明，号玉笥，又号玉执，河南汝寧府息縣喬遷里人，明朝政治人物。

## 生平
天啟元年（1621年）辛酉科河南鄉試舉人，崇禎元年（1628年）成戊辰科進士，獲授山東掖縣知縣，孔有德造反時力守掖縣全城六個月；七年遷兵科給事中，上疏沿海兵練計劃，因為雙親逝世辭官。之後他從吏科給事中獲起用，十二年典試山東，歷任禮科右給事中、刑科左給事中，之後以禮科都給事中監督浙江、福建糧餉，調理得宜，外任廣東右參政、雷廉道兵備使，轉為湖廣按察使，擢陞浙江左布政使，革除當地弊政，一個月後因病歸鄉，後事不詳。

## 家族
父洪仲祐，母曾氏。弟洪恩煜。妻子熊氏。儿子：道中、道东、道久、道平。孙子：赞祖、祖德、祖谟。